# Лунь (экраноплан)
Ракетный корабль-экраноплан проекта 903 «Лунь» (заводской номер С-31, по кодификации НАТО: Utka) — советский ударный экраноплан-ракетоносец проекта 903, разработанного в ЦКБ по СПК им. Р. Е. Алексеева под руководством В. Н. Кирилловых. Создан на опытном заводе «Волга» и является единственным полностью построенным кораблём проекта 903 из восьми планировавшихся.
Экраноплан предназначен для поражения надводных кораблей водоизмещением до 20 000 тонн из состава корабельных ударных группировок, десантных соединений, конвоев и одиночных кораблей, как водоизмещающих, так и на подводных крыльях и воздушной подушке вне противодействия авиации (в том числе ДРЛО) противника. Экраноплан «Лунь» благодаря относительно высокой (для надводных и низковысотных носителей) скорости движения и незаметности для корабельных радаров может подходить к целям на расстояние пуска ракет.

## История проекта и его реализации
Разработка проекта экраноплана велась с начала 1970-х годов под руководством В. Н. Кирилловых в ЦКБ по СПК имени Р. Е. Алексеева на основе конструкции и аэродинамической компоновки экраноплана КМ.
Первый «Лунь» заложили в 1983 году на опытном заводе «Волга», находившемся при ЦКБ в городе Горький. 16 июля 1986 года был произведён первый спуск экраноплана на воду с последующим перенаправлением в город Каспийск для дальнейших испытаний и достройки аппарата. В марте 1987 года начались конструкторские ходовые испытания, в июле 1989 года — заводские. 26 декабря 1989 подошли к концу государственные испытания. В 1990 году экраноплан был передан в опытную эксплуатацию, которая завершилась через год — в 1991 году.
Экраноплан «Лунь» входил в 236-й дивизион кораблей-экранопланов Каспийской флотилии. Изначально планировалось создать восемь ракетных экранопланов типа «Лунь», однако из-за финансовых проблем и военной целесообразности эти планы реализовать не удалось. Тем не менее, на момент прекращения работы над созданием экранопланов проекта 903 создавался ещё один корабль «Лунь», но завершён он не был.
На момент декабря 2001 года в составе Военно-морского флота Российской Федерации экраноплан проекта «Лунь» не числится, то есть является списанным. Он был законсервирован в сухом доке на территории завода «Дагдизель» в Каспийске. Вся секретная электроника сдана на склады.

## Конструкция
Экраноплан создан по самолётной схеме моноплана с трапециевидным крылом в плане. Конструктивно корабль включает в себя корпус, крыло с концевыми шайбами и Т-образное хвостовое оперение с рулями управления. В носовой части «Луня» расположен горизонтальный пилон, на котором держатся в мотогондолах восемь главных двигателей НК-87. Сверху корпуса под углом к горизонту установлены шесть контейнеров для противокорабельных ракет «Москит».
Оборонительное артиллерийское вооружение проекта 903 составляли носовая (размещалась в стойке носовых ПУ ПКР «Москит») и кормовая артиллерийские установки типа УКУ-9К-502-II со спаренными 23-мм 2-ствольными авиационными пушками ГШ-23. Данные установки являлись унифицированными, и кроме того устанавливались на самолётах Ил-76 и Ту-95МС.
Корпус, имея высоту — 19 метров, длину — 73 метра, делится переборками на десять водонепроницаемых отсеков. В средней части находится центроплан крыла, а под днищем расположено гидролыжное устройство (применяется при посадке). Корпус имеет три палубы, использующиеся для размещения служебного оборудования и расчёта ракетного комплекса. Выполнен корпус из прессованных панелей, листовых и профильных материалов из алюминиево-магниевого сплава. Толщина обшивки — от 4 до 12 миллиметров.
Размах крыла 44 метра, а площадь — 550 квадратных метров. Оно выполнено цельнометаллическим и имеет многолонжеронную конструкцию. Крыло водонепроницаемо, кроме хвостовой части и закрылок. В четырёх отсеках крыла размещено топливо. Концевые шайбы имеют обтекаемую форму и представляют собой цельнометаллические сварные конструкции. Закрылки разделены на двенадцать секций и имеют клёпаную конструкцию из листов и профилей.
Стабилизатор цельнометаллический и имеет площадь 227 квадратных метров. Законцовка выполнена из пенопласта, а её наружные и внутренние поверхности облицованы стеклопластиком. Киль цельнометаллический и многолонжеронный, его обшивка является сварной из прессованных панелей. Руль высоты представлен четырьмя секциями с каждого борта. Руль направления состоит из нижней и верхней секции.
Нижняя часть корпуса защищена лакокрасочными покрытиями в сочетании с протекторной защитой от коррозии.

## Достоинства и недостатки
Изделию присущи черты судов и летательных аппаратов, а следовательно, достоинства и недостатки и тех, и других.

Противники использования экранопланов используют соответствующую аргументацию: 
Проблема оказалась в том, что экраноплан должен действовать в условиях сильного сопротивления противника, а большие размеры корабля, зенитное вооружение и скорость хода, которые оказались на уровне тихоходного самолёта, делают «Лунь» крайне уязвимым.

С другой стороны: 
… поскольку наступательный потенциал носителя ракет много выше оборонительного, выживание под ответным ударом крайне сомнительно. Морской бой — воздействие по противнику и оборона от его воздействия — стал нерационален, и его стали избегать. Основным способом применения стал удар — использование оружия без входа в зону противодействия противника.
Кроме того, экраноплан «Лунь» является кораблем по определению и сравнивать его следует в первую очередь с кораблями, а не с самолётами. В сравнении с передовыми боевыми кораблями, производимыми в мире, экраноплан «Лунь» имеет десятикратное превосходство в скорости.

## Экраноплан «Спасатель»

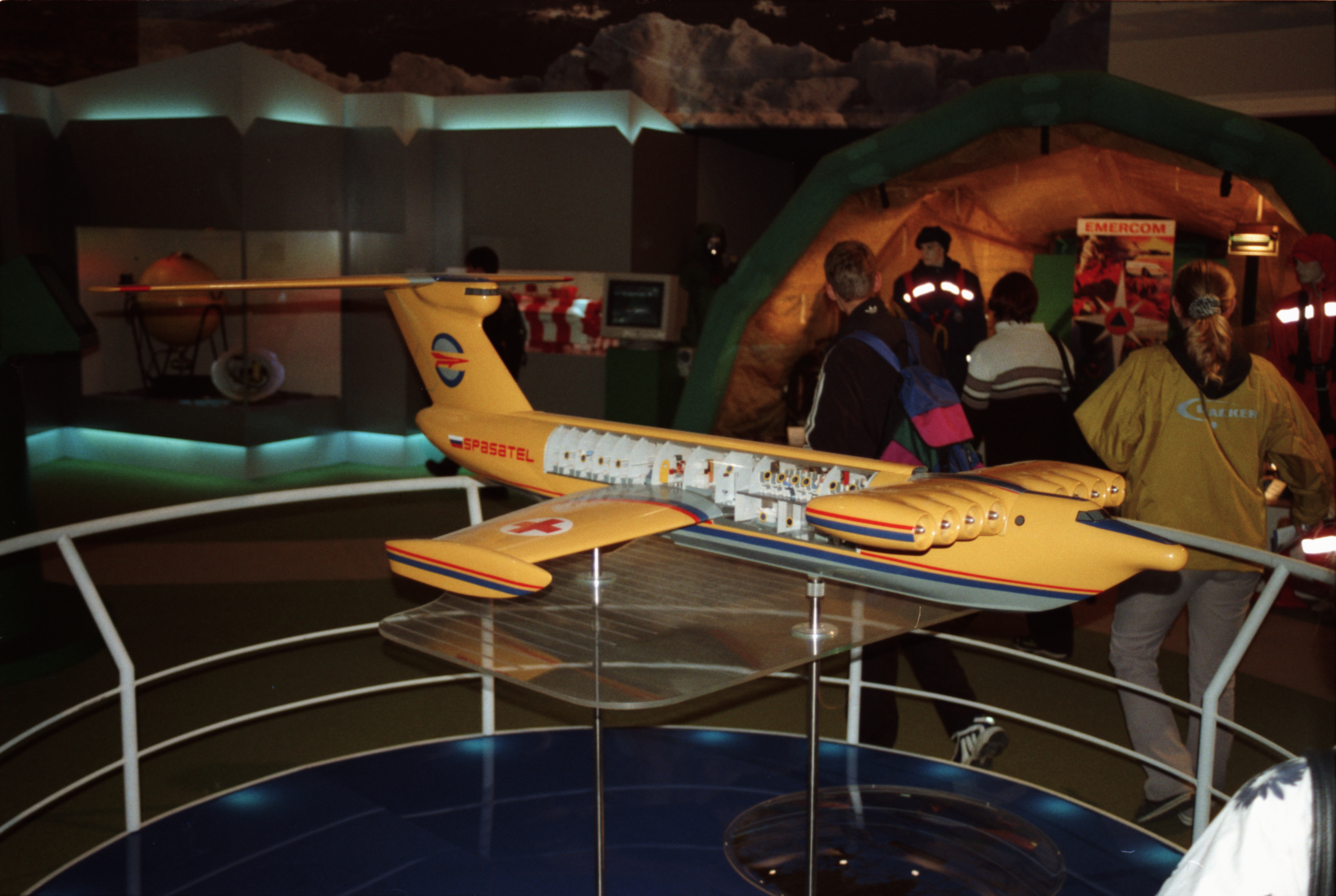
Модель экраноплана «Спасатель» на Expo 2000

Второй корабль также закладывался как ракетоносец, но распад Советского Союза негативно сказался на финансировании военно-промышленного комплекса. Предпринимались попытки завершить постройку второго экраноплана в качестве поисково-спасательного судна, названного «Спасатель». Экраноплан должен был быть оборудован не только специальными спасательными средствами, но и иметь на борту ещё и госпиталь, способный принять 150 пострадавших. В критической ситуации на борт можно было бы принять до 500 человек. Работы по этому проекту в 1990-х годах из-за недостатка финансирования были заморожены при 75 % степени готовности судна.
Экраноплан был собран на заводе Красное Сормово в Нижнем Новгороде. В августе 2019 года председатель совета директоров АО «Центральное конструкторское бюро по судам на подводных крыльях имени Р. Е. Алексеева» Георгий Анцев заявил, что работы над «Спасателем» активно ведутся и это будет машина массой около 500—700 тонн, одной из основных задач которой станет тушение лесных пожаров. Грузоподъёмность воды должна составить 200 тонн. Местом базирования нового экраноплана предполагают сделать крупные реки Сибири и Байкал.

## Дальнейшая судьба проекта и ракетоносца

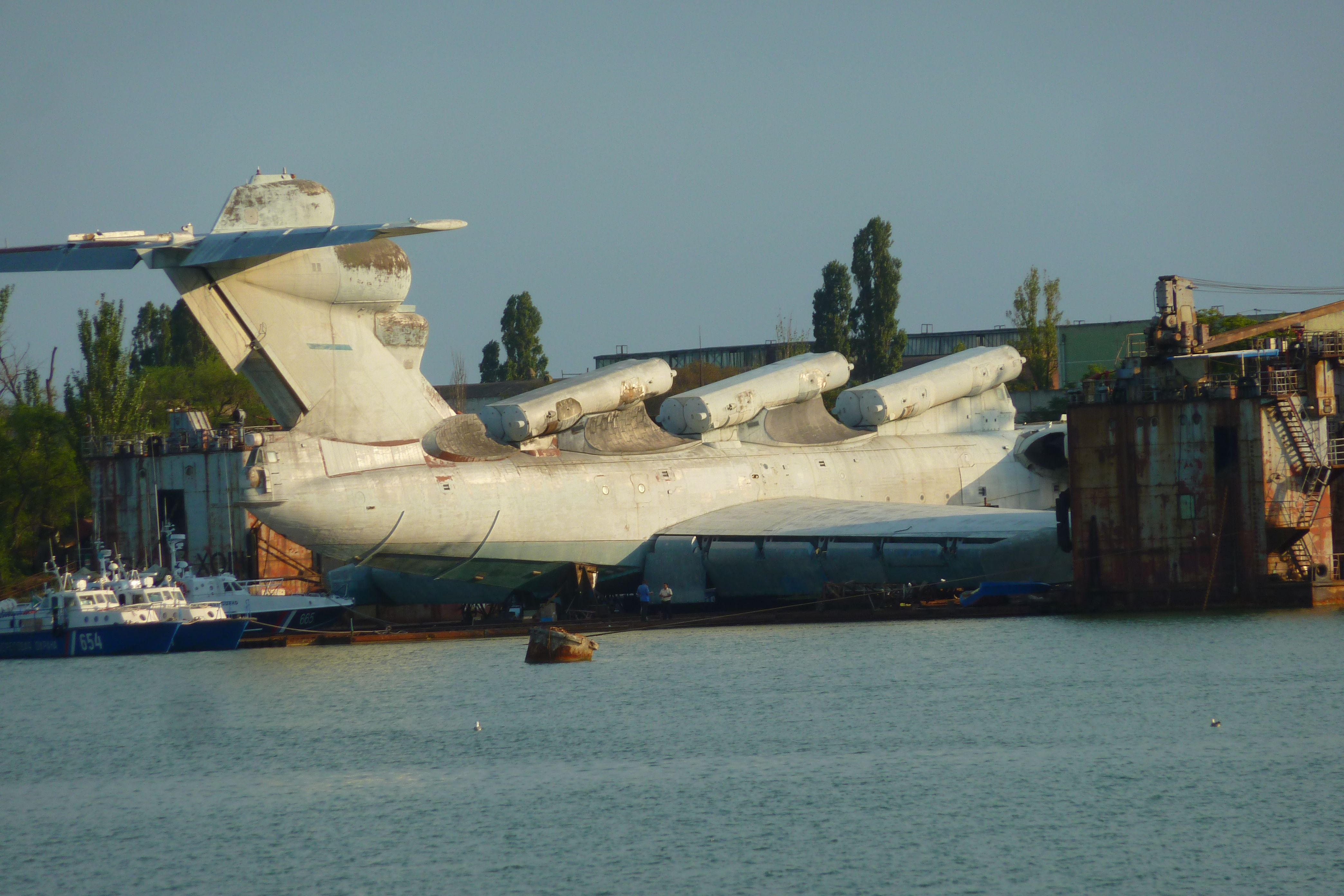
Экраноплан «Лунь» (Каспийск, 2010).
Хорошо видны пусковые установки ПКР «Москит», а также кормовая и носовая кабины воздушных стрелков (с орудийных установок УКУ-9К-502-II демонтированы 23-мм пушки ГШ-23).

21 ноября 2011 года появилась информация о том, что российские военные решили отказаться от разработки экранопланов, а оставшиеся экранопланы будут утилизированы в ближайшие месяцы.
Как сообщил высокопоставленный представитель Минобороны:
В гособоронзаказе на 2011—2020 годы финансирование разработок и строительство экранопланов не предусмотрено. Не присутствуют эти корабли и в планах развития ВМФ на ближайшее десятилетие… Даже разговоры об их возрождении не ведутся. Сейчас у флота много других серьёзных задач, уже не таких смелых, как прежде. Предпочитаем больше не строить иллюзий.
Однако сразу после этого в СМИ Нижнего Новгорода появилась новость о неких активистах, желающих сохранить ракетный экраноплан «Лунь» в качестве музейного комплекса. С этой целью они послали письмо в министерство обороны и получили ответ, в котором сообщалось о возможности передачи в том случае, если поступит официальное обращение муниципалитета. В результате этого активисты создали петицию, адресованную администрации города, с просьбой сохранить уникальный ракетоносец. Таким образом, на момент начала 2013 года «Лунь» утилизирован ещё не был. 25 января 2020 года принято решение о транспортировке экраноплана в парк «Патриот», который строится в Дербенте.
30—31 июля 2020 года экраноплан морем отбуксировали к берегу у Дербента, реализовав тем самым сложную навигационную и инженерную задачу.
В дальнейшем экраноплан вытащили на берег, и в 2021 году «Лунь» экспонируется в строящемся парке «Патриот», открытие которого планируется в 2023 году.

## Тактико-технические характеристики
- Размах крыла — 44,00 м;
- Длина — 73,80 м;
- Высота — 19,20 м;
- Площадь крыла — 550,00 м2;
- Масса:
  - пустого самолёта — 243 000 кг,
  - максимальная взлётная — 380 000 кг;
- Тип двигателей — НК-87;
- Тяга — 8 × 13 000 кгс;
- Максимальная скорость — 500 км/ч;
- Практическая дальность — 2000 км;
- Высота полёта на экране — 1…5 м;
- Мореходность — 5…6 баллов;
- Экипаж — 10 чел.;
- Вооружение:
  - 3 × 2 — ПУ ПКР 3М-80 «Москит»,
  - 2 × 4 — 23-мм АУ УКУ-9К-502-II.